# Fort St Elmo

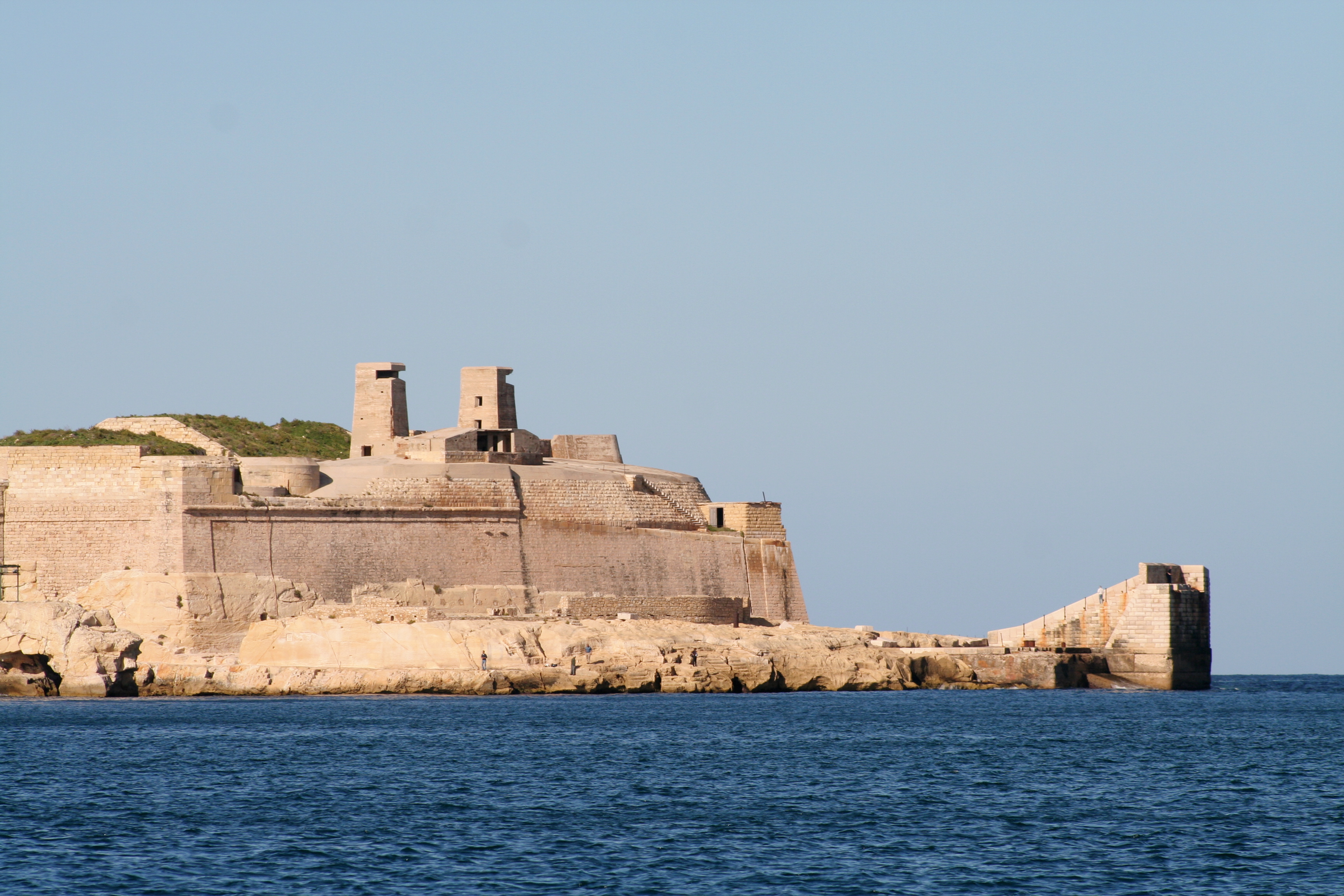
Fort St Elmo, Ansicht vom Grand Harbour

Das Fort St Elmo (maltesisch Forti Sant Iermu) ist eine während der Zeit der Herrschaft des Johanniterordens von 1670 bis 1693 erbaute Festung auf Malta. Das auf einer Halbinsel zwischen dem Marsamxett Harbour und dem Grand Harbour gelegene Fort bildet den nördlichen Abschluss der Befestigungen der maltesischen Hauptstadt Valletta.

## Topographie

Befestigungen Vallettas mit Fort St Elmo

Die von den Rittern des Johanniterordens peninsula genannte felsige Halbinsel Sciberras trennt den Grand Harbour vom Marsamxett Harbour. Beide Häfen sind die einzigen geschützten Tiefwasserhäfen an der Ostküste der Insel. Die Spitze der Halbinsel liegt ungefähr 23 m über dem Meeresspiegel. Zum Landesinneren fällt das Gelände zunächst ab und geht in einen 17 bis 20 m hohen Sattel über, um dann bis auf eine Höhe von ungefähr 30 m anzusteigen.
Bereits vor der Übergabe der Insel an den Orden gab es 1488 erste Pläne, an der Spitze der Insel einen Artillerieturm zu errichten. Diese Pläne wurden jedoch nicht umgesetzt. Nach der Übernahme der Insel erkannte der Orden schnell die Bedeutung des Ortes. Eine dort errichtete Befestigung würde sowohl die Zugänge zu den beiden großen Naturhäfen beherrschen, andererseits auch die See vor den Zugängen. Eine derartige Festung musste aber auch in der Lage sein, einem Angriff von Land zu widerstehen. Da im gleichen Zeitraum jedoch die Stadt Birgu befestigt und das Fort St. Angelo angelegt wurde, reichten die finanziellen Mittel des Ordens für eine Befestigung von peninsula nicht aus. 1533 wurde mit dem Bau eines kleineren Forts begonnen, die Arbeiten jedoch bald wieder eingestellt.

## Bau des Forts

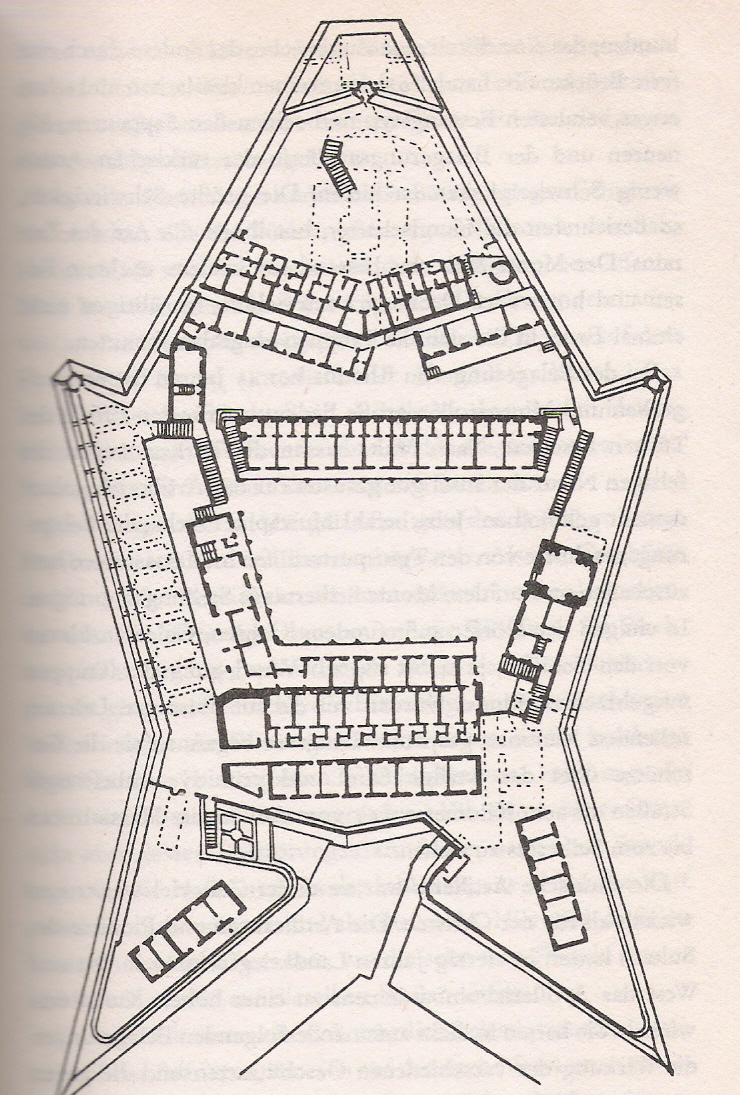
Plan des Forts St Elmo von Pietro Prato 1552. Oben ist der Kavalier zu sehen, der von Toledo 1565 eingefügte Ravelin ist nicht dargestellt.

1552 schlug der spanische Ingenieur Pietro Prato den Bau eines kleinen, rechteckigen Forts vor. Der zum Landesinneren gelegene Haupteingang des Forts wurde durch zwei Halbbastionen geschützt. Im Inneren des Forts war ein Kavalier vorgesehen. Dieser Plan wies zahlreiche Mängel auf. Einer dieser Mängel bestand darin, das die seeseitige Kurtine auf die See ausgerichtet war. Dort aufgestellte Geschütze hätten zwar den Kampf gegen Ziele auf offener See führen, die Hafeneingänge jedoch nicht erreichen können. Daher wurde ab 1554 vor dieser Kurtine ein hoher Kavalier gebaut. Dieser Kavalier war höher als das eigentliche Fort. Von diesem wurde er durch einen trockenen Graben getrennt. Der Nachteil dieses Grabens bestand darin, das er weder vom Fort – da an der Seeseite auf Bastionen verzichtet worden war, noch vom Kavalier aus mit flankierenden Feuer bestrichen werden konnte. Um diesen Mangel abzustellen, ließ Don Garcia de Toledo 1565 an der nördlichen Spitze der Insel ein weiteres Außenwerk errichten. Obwohl als Ravelin bezeichnet, handelte es sich eigentlich mehr um eine Kontergarde. Von diesem Außenwerk konnten die westlichen und nördlichen Gräben des Forts mit flankierendem Feuer bestrichen werden. Solange sich das Außenwerk in der Hand der eigenen Truppen befand, konnte es diese Aufgabe erfüllen. Fiel es jedoch in die Hand des Gegners, kehrte sich dieser Vorteil in einen entscheidenden Nachteil für die Besatzung des Forts um, da vom Außenwerk neben den Gräben auch die Wälle des Forts bestrichen werden konnten. Den größten Nachteil des Forts, die gegenüber dem Rest der Halbinsel tiefere Lage, konnte auch dieses Außenwerk nicht beseitigen. Einem Gegner, der seine Artillerie an der Basis der Halbinsel aufstellte, würde es möglich sein, von oben in das Fort hineinzuschießen. Wenn auch die Mauern des Forts sehr mächtig waren und einem länger andauernden Beschuss standhalten konnten, so waren Fort und Besatzung nur ungenügend gegen Steilfeuer geschützt.

## Große Belagerung 1565
Während der Belagerung von Malta bekam das Fort die volle Wucht der Angriffe der osmanischen Truppen zu spüren. Das Fort wurde sowohl vom gegenüber liegenden Dragut Point, als auch von den höher gelegenen Teilen der Halbinsel beschossen. Der Besatzung des Forts gelang es dennoch mehr als einen Monat, der Belagerung zu widerstehen. Neben dem Mut und der Ausdauer der Belagerten trug dazu vor allem die Tatsache bei, dass nachts über den Grand Harbour frische Truppen und Versorgungsgüter zugeführt werden konnten. Während einer Vollmondphase konnten die osmanischen Belagerer diese Nachschublieferungen unterbinden. Am 23. Juni 1565 fiel das Fort.
Seine eigentlichen Aufgaben hatte es nur teilweise erfüllen können. Während die Sperrung des Grand Harbour im Zusammenwirken mit Fort St Angelo gelang, konnte der osmanischen Flotte die Einfahrt in den Marsamxett Harbour nicht verwehrt werden.
Im Zuge der Belagerung wurde das Fort nahezu vollständig zerstört.

## Wiederaufbau und Verstärkungen
Trotz der Zerstörungen wurde das Fort zügig wiederaufgebaut, da dieser wichtige Platz nicht unbefestigt bleiben sollte. Dabei hielt der Orden sich an die ursprünglichen Pläne Pratos. Im Grundriss sind die Pläne Pratos – das quadratische Fort mit den landseitigen Halbbastionen und dem seeseitigen Kavalier – bis heute zu erkennen. Das von de Toledo eingefügte Außenwerk wurde jedoch nicht wieder errichtet.
Die Belagerung hatte jedoch deutlich die Mängel des Forts aufgezeigt. Besonders der Raum zwischen dem Fort und dem Marsamxett Harbour hatte sich als problematisch erwiesen. Er war breit genug, um gegnerischen Truppen ein Sammeln und einen Angriff auf diese Seite des Forts zu ermöglichen. Auch der eingefügte Ravelin hatte dies nicht verhindern können. Francesco Laparelli schlug vor, den Grund in Richtung des Marsamxett Harbour zu planieren und einen Wall mit Graben vom Marsamxett Harbour aus zu bauen, der ungefähr in der Mitte des nordwestlichen Grabens auf das Fort treffen sollte. Diese Planungen wurden 1614 umgesetzt. Das Außenwerk erhielt den Namen Post de Vendôme nach dem Großprior des Malteserordens in Frankreich Alexandre de Vendôme.
Landseitig war dem Fort nun die ab 1566 erbaute Stadt Valletta vorgelagert, die sich bis zum höchsten Punkt der Halbinsel erstreckt und mit ihren Befestigungsanlagen gegnerische Artillerie vom Fort fernhielt.

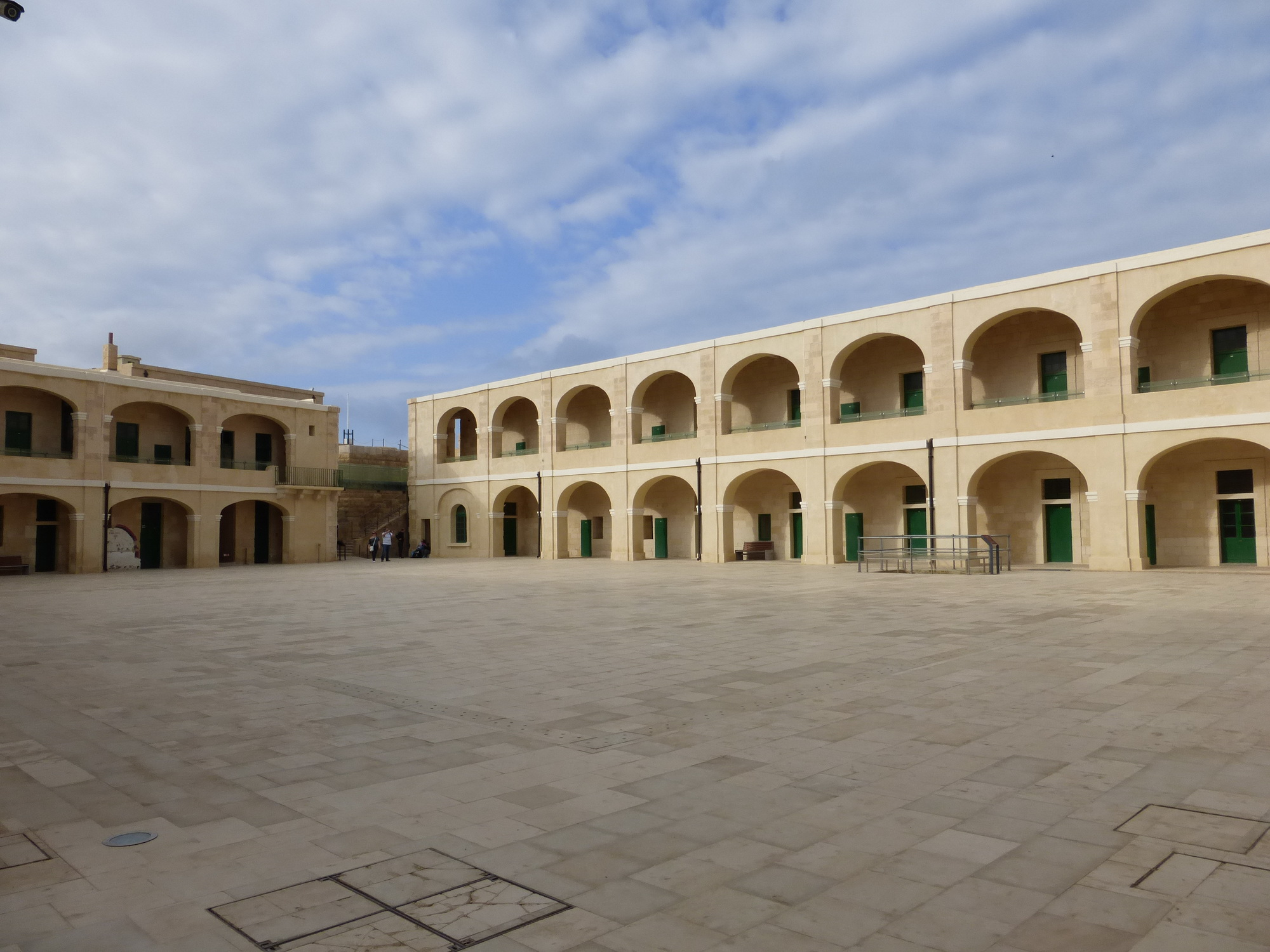
Paradeplatz im Fort St. Elmo

Der Großmeister Gregorio Carafa holte 1681 den flämischen Ingenieur Carlos de Grunenberg nach Malta. Dieser schlug 1687 die weitere Befestigung der Spitze der Halbinsel vor. Seine Pläne und ein steinernes Modell sind erhalten geblieben. Nach seinem Vorschlag wurden drei Bastionen gebaut, die der Küstenlinie folgten und durch Kurtinen verbunden waren. Im Nordwesten wurde die St Gregory’s bastion erbaut, die über den Toscana’s curtain mit der Conception bastion verbunden war. Diese verband der Sta Scholastica curtain mit der St John’s bastion. An diese schloss sich der zum Grand Harbour gelegene St Ubaldesca’s curtain an, der die Befestigungen des Forts mit der St Lazarus' bastion der Stadtbefestigung Vallettas verbindet. Aufgrund der räumlichen Lage musste der dem Fort vorgelagerte Kavalier teilweise abgebrochen und umgebaut werden, da an seiner ursprünglichen Spitze nun der Sta Scholastica’s curtain verlief. Die Umbauarbeiten waren 1689 abgeschlossen. Im 18. Jahrhundert wurde der zwischen dem Kavalier und dem Fort liegende Graben teilweise verfüllt und so Kavalier und Fort miteinander verbunden.
1763 wurde im Fort auch ein Leuchtturm errichtet. Der Innenhof des Forts wurde zu einem Paradeplatz umgebaut und zwei Gebäude, die als Vorratslager genutzt wurden, im Fort errichtet. Die St Lazarus bastion, die die Verbindung zwischen dem St Ubaldesca’s curtain und der Stadtbefestigung Vallettas darstellt, ergänzte ab 1730 die Anlagen des Forts. Auf dem Post de Vendôme kam 1745 ein weiteres Magazin hinzu.
In dieser Form blieben die Befestigungsanlagen des Forts bis zum Ende der Herrschaft des Ordens erhalten.

## Britische Kolonialzeit

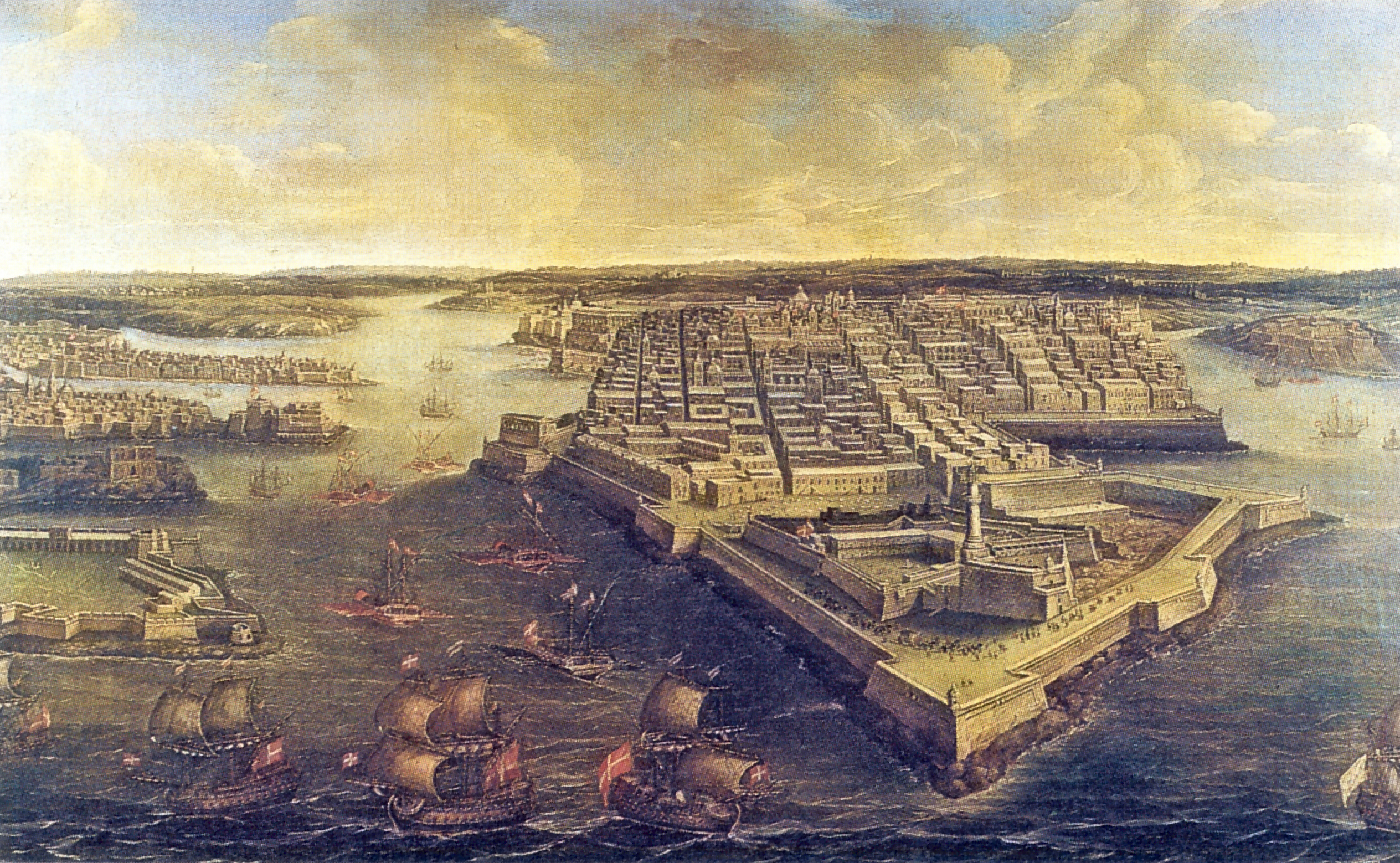
Ansicht Vallettas und Fort St Elmos im Jahre 1801. Im Vordergrund Abercrombie’s bastion. Links im Bild daran anschließend Abercrombie’s curtain und St Lazarus' bastion. Rechts der Abercrombie’s bastion der Ball’s curtain, Ball’s bastion, St Gregory’s curtain und St Gregory’s bastion. Zwischen Ball’s bastion und dem eigentlichen Fort ist der umgebaute Kavalier zu erkennen. Von der landseitigen Mauer des Forts verläuft nach rechts der Post de Vendôme.

Nach der Besetzung der Inseln durch die britischen Truppen und deren Umwandlung in eine britische Kolonie wurde das Fort zunächst weitgehend unverändert weitergenutzt. Ein Teil der Bastionen und Kurtinen wurde umbenannt. Aus dem Toscana’s curtain wurde der St Gregory’s curtain, aus der Conception bastion die nach Alexander Ball benannte Ball’s bastion. Auch der Sta Scholastica curtain wurde nach Ball benannt und wurde zum Ball’s curtain. St John’s bastion und St Ubaldesca curtain wurden nach John Abercrombie in Abercrombie’s bastion und Abercrombie’s curtain umbenannt.
Um 1860 war das Fort mit einer Vielzahl von Geschützen unterschiedlicher Typen und Kaliber ausgerüstet. Das Fort bildete mit seinen Außenwerken die größte Konzentration von Artillerie auf Malta.
Ab 1866 kam es zu größeren Umbauarbeiten im Fort. Grund war ein Memorandum von William Jervois, der die Befestigungen auf Malta untersuchte und Vorschläge zu ihrer Verbesserung vorlegte. Auf dem Kavalier wurden Stellungen für drei RML 11-inch-gun gebaut. Die Kosten für diesen Umbau beliefen sich auf £ 14.583. Für Munition und Treibladungen wurden im Inneren des Forts Magazine errichtet.
Bis 1877 wurde die Bewaffnung des Forts vervollständigt. Auf der St Gregory’s bastion wurde eine RML 12.5 inch 38 ton gun aufgestellt. Ball’s bastion erhielt zwei RML 10 inch 18 ton gun, Ball’s curtain eine RML 9 inch 12 ton gun, während auf der Abercrombie’s bastion zwei RML 10 inch 18 ton gun und zwei RML 9 inch 12 ton gun aufgestellt wurden.
1884 wurden die RML 11-inch-gun auf dem Kavalier entfernt. Dieser Teil des Forts wäre aufgrund seiner höheren Lage feindlichem Feuer verstärkt ausgesetzt gewesen. Außerdem wurde bezweifelt, ob der aus dem 17. Jahrhundert stammende Bau dem Feuer der auf ihm aufgestellten Geschütze standgehalten hätte. Im gleichen Jahr waren auch in der im Inneren des Forts gelegenen St Ann’s battery noch Geschütze aufgestellt. Die Glattrohrkanonen und Karronaden wurden in diesem Jahr entfernt, eine 64/32-Pfünder-Kanone, zwei 13 inch Blomefield-Mörser und zwei RML-80-Pfünder verblieben jedoch in der Batterie.
Bereits fünf Jahre später waren die Geschütze des Forts durch den technischen Fortschritt überholt. Die Vorderlader wurden durch BL 6 inch ersetzt, die teilweise in Kasematten, aber auch in Barbetten auf den Kurtinen und Bastionen aufgestellt wurden. Die alten Befestigungsanlagen wurden zu diesem Zweck mit Beton verstärkt.
Im Jahre 1906 kam es nochmals zu einer tiefgreifenden Änderung der Bewaffnung. Diese steht im Zusammenhang mit der grundsätzlichen Reorganisation der Küstenverteidigung Maltas. Durch gestiegene Kadenz und Reichweite konnte auf einen Teil der Geschütze verzichtet werden, ein Teil der Befestigungsanlagen war überflüssig geworden. Die Planungen vom 5. Juli 1906 sahen auf der St Gregory’s bastion eine BL 6 inch Mk VII naval gun vor. Zusammen mit zwei Geschützen gleichen Typs auf der Ball’s bastion sollte sie vor allem Torpedoboote und Zerstörer bekämpfen, die zu im Marsamxett Harbour ankernden Handelsschiffen durchzubrechen versuchten. Den Schutz der Einfahrt des Grand Harbours übernahmen zwei Kanonen dieses Typs auf der Abercrombie’s bastion, unterstützt von einer weiteren auf der St Lazarus' bastion. Auf dem Abercrombie’s curtain wurden vier schnellfeuernde QF 12 pounder 12 cwt naval gun aufgestellt.
Vor dem Fort wurde ein Seeminenfeld angelegt. In diesem Zeitraum wurde im Fort auch eine Station für Brennan-Torpedos gebaut. Dabei handelte es sich um drahtgelenkte Torpedos, die von festen Ablaufbahnen an Land zu Wasser gelassen und in das Ziel lanciert wurden. Von begrenzter Reichweite und Geschwindigkeit dienten sie zur Verteidigung enger Hafeneinfahrten. Ihr Vorteil war, dass sie bei einem Treffer das Schiff unterhalb der Wasserlinie trafen, was bei Schlachtschiffen bis zur King-Edward-VII-Klasse unweigerlich zum Verlust des Schiffes führte. Zur Gefechtsfeldbeleuchtung wurde unterhalb des Abercrombie’s curtain im Mai 1898 ein elektrischer Suchscheinwerfer installiert. Dies ermöglichte den Einsatz der Brennan-Torpedos und die Fernzündung der Seeminen auch bei Nacht. Ein Mast mit vier beweglichen Suchscheinwerfern wurde auf dem Abercrombie’s curtain aufgestellt. Diese Scheinwerfer dienten zur Gefechtsfeldbeleuchtung für die 6-Zoll-Geschütze.

## Nutzung während des Zweiten Weltkrieges

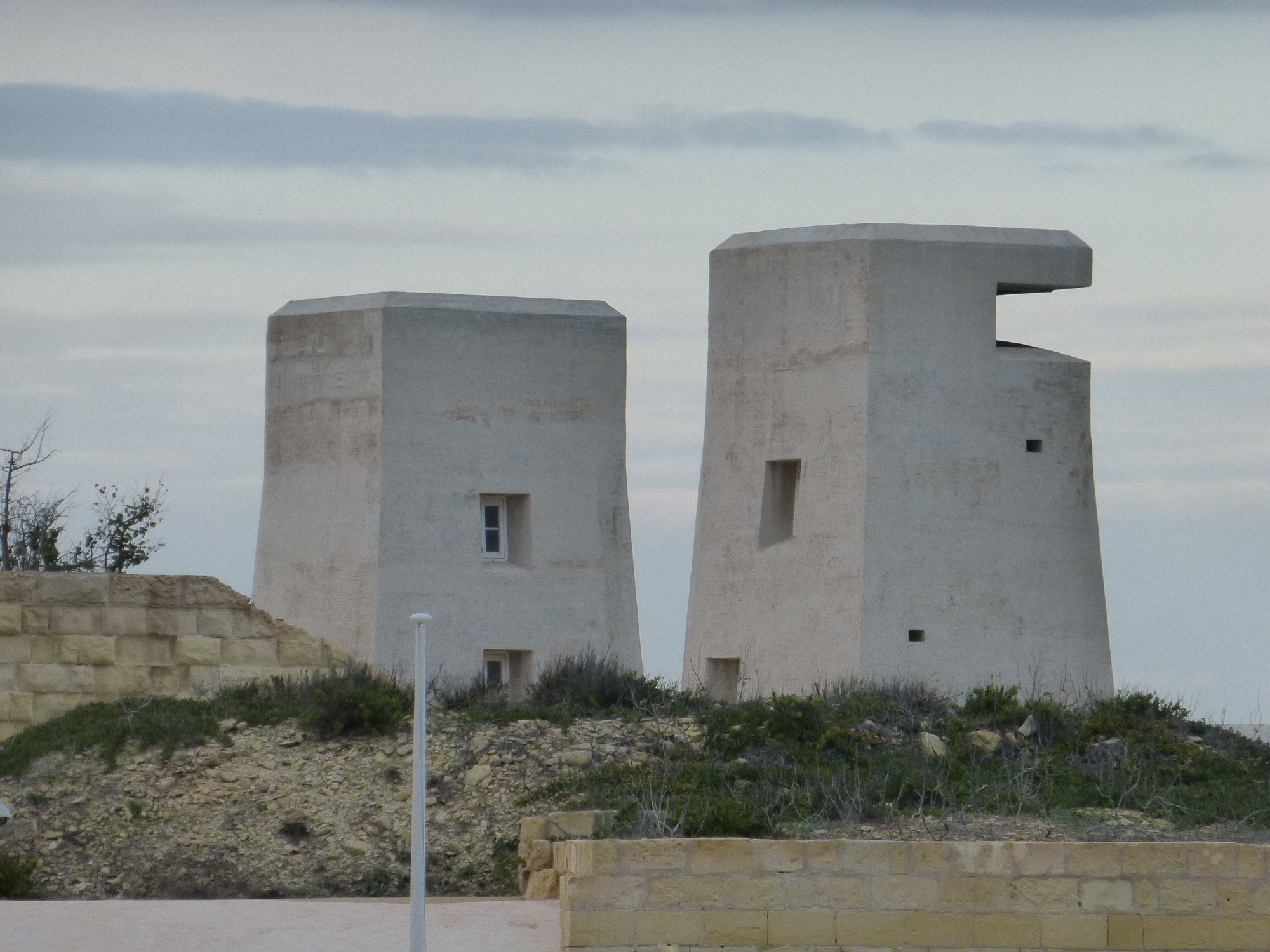
Betontürme aus der Zeit des Zweiten Weltkriegs

Zu Beginn des Zweiten Weltkrieges waren die Bastionen vor dem Fort mit sechs QF 6 inch /40 naval gun ausgerüstet. Die Anlage für die Brennan-Torpedos wurde zwischenzeitlich abgebaut, da diese Art von Torpedos mittlerweile überholt war. Unmittelbar vor Beginn des Krieges wurden ebenso wie in Fort Ricasoli hoch aufragende Feuerleitstände aus Stahlbeton gebaut, die bis heute die Silhouette des Forts prägen. Bei Kriegsbeginn war im Fort die 3. schwere Batterie (3rd Heavy Battery) der Royal Malta Artillery stationiert. Die Besatzung des Forts war im Juni 1940 an der erfolgreichen Abwehr eines Angriffs italienischer Schnellboote beteiligt, die versuchten, die Hafensperren zu durchbrechen, und war entscheidend an der Abwehr des Operazione Malta Due am 26. Juli 1941 beteiligt.

## Nutzung nach dem Zweiten Weltkrieg

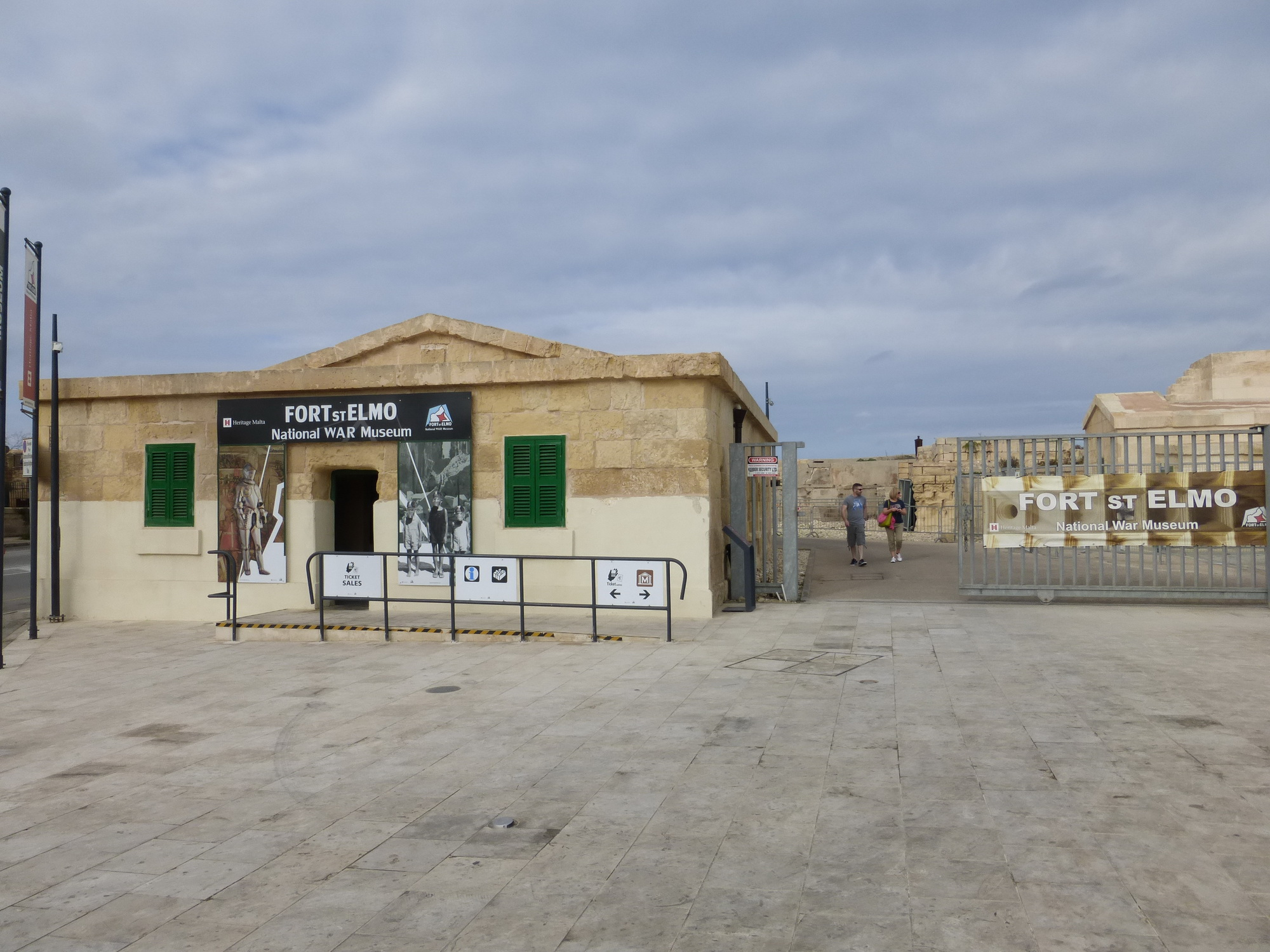
Eingang zum National War Museum

Nach dem Abzug der letzten britischen Truppen von Malta blieben große Teile des Forts ungenutzt. Im eigentlichen Fort befindet sich die Polizeiakademie der Police Force of Malta, während im Post de Vendôme das National War Museum eingerichtet wurde. Die Anlagen des Forts außerhalb des Museums sind für die Öffentlichkeit nicht zugänglich.